# Vargas (država u Venezueli)
La Guaira (španjolski. Estado La Guaira) je jedna od 23 savezne države Venezuele, koja se nalazi na sjeveru zemlje.
Država La Guaira se do 2019. zvala Vargas, a svoje je tadašnje ime dobila po liječniku José María Vargasu, koji je rođen u La Guairi i koji je od 1835. do 1836. bio predsjednik Republike Venezuele.

## Karakteristike
U državi La Guaira živi 340,000 stanovnika na površini od 1,496 km², što predstavlja 0,16% teritorija Venezuele.Većina stanovnika živi u urbanim centrima, a vrlo malo po selima.
La Guaira sa sjevera graniči s Karipskim morem, s juga s Distriktom glavnog grada, s juga i istoka sa saveznom državom Miranda i sa zapada s Državom Aragua.
Glavni grad države je La Guaira koji leži između obale Karipskog mora i obronaka planina masiva Karipskih Andi. Na jugu države leže najviše planine, kao što su Pico Naiguatá (2,765 m), Silla de Caracas 2.478 m) i El Ávila (2.159 m).

## Povijest
Taj kraj je još od kolonijalnih vremena sve do 1936. bio dio Provincije Caracas, tad je formiran kao kotar Vargas. Od 1988. ima status općine, da bi 1998. predsjedničkim dekretom dobio status 23 savezne države.
Državu La Guaira pogodila je 1999. prirodna katastrofa, kad je zbog velikih kiša došlo do velikih odrona zemlje i poplava.

## Gospodarstvo i promet
Ekonomija ove male države uglavnom se bazira na turizmu, u kojeg je investirano puno izgradnjom brojnih hotela, apartmana, klubova, liječilišta, restorana, te uređenjem plaža i povijesnih spomenika.
Unatoč tome što se smatra manjom državom - La Guaira ima jedan od dva glavna aerodroma, preko kojeg većina stranaca ulazi u zemlju. To je Međunarodni aerodrom Simón Bolívar, koji se nalazi pored Maiquetía i La Guaire.

## Vanjske poveznice
- Estado Vargas  Arhivirana inačica izvorne stranice od 9. svibnja 2011. (Wayback Machine) (šp.)
- Vargas na portalu Venezuela Tuya (šp.)